# Nagygejőc
Nagygejőc (ukránul: Великі Геївці) falu Ukrajnában, Kárpátalján, az Ungvári járásban.

## Fekvése
Nagygejőc Ungvártól 17 kilométerre délkeleti irányban található. Szomszédos települések: Császlóc és Kisgejőc.

## Története
A település első említése 1338-ból való. Ekkoriban a szerednyei váruradalomhoz tartozik. Első ismert tulajdonosa Szeretvay Ramocha volt. A középkorban sokáig a Dobó család birtoka, később a Császlóciak is hozzájutnak egy nagyobb földterülethez a nagygejőci határban. Református egyházának keletkezési ideje 1664. A XVIII. század elején mintegy 15-20 jobbágycsalád lakja. Az utána következő időkben számos református család költözik ide és telepedik meg. Az 1720-as évek közepén a települést hatalmas tűzvész pusztította el.
A 18. század végén Vályi András így ír róla: „GEJŐTZ. Nagy, és Kis Gejötz. Magyar faluk Ungvár Vármegyében, földes Urai külömbféle Urak, lakosai katolikusok, többen reformátusok, fekszenek Ráthoz közel, ’s ennek filiáji, Latortza vize mellet, Bereg Vármegyének szomszédságában, Ungvártól két mértföldnyire, határjai gazdagok, réttyei, legelőjök, fájok elég, ’s vagyonnyaiknak eladásokra jó alkalmatosságok lévén, első Osztálybéli.”
Fényes Elek 1851-ben kiadott geográfiai szótárában így ír a faluról: „Nagy-Gejőcz, magyar falu, Ungh vmegyében: 198 romai, 30 g. kath., 562 ref., 52 zsidó lak. Nagy erdő. Ref. anyaszentegyház. F. u. Petrovay, Horváth László, a kamara, s mások.”
A trianoni béke előtt Ung vármegye Ungvári járásához tartozott.  Ekkor Csehszlovákiához csatolták. 1938–44 között visszakerült Magyarországhoz. 1944 októberében a sztálinisták 103 férfit hurcoltak el, közülük 14-en sohasem tértek haza. A nagygejőciek második világháborús vesztesége: 24 férfi.
1945-ben Szovjetunióhoz csatolták a települést. A szovjet éra évtizedeiben a nagygejőciek a kisgejőci földművesekkel együtt létrehozott közös gazdaságban dolgoztak. Mindamellett már ekkor igen sokan vállaltak munkát a megyeközpont ipar- és szolgáltató vállalatainál. A községbe 1977-ben jutott el a földgáz.
1991 óta Ukrajna része. 2020-ig közigazgatásilag hozzá tartozott Kisgejőc és Oroszgejőc.
A Nagygejőci Általános Iskolának 70 tanulója van. Posta, orvosi rendelő, református parókia helyben. Az óvodát, mely a község határában Kisgejőc felé található, a társközség lakóival együtt közösen használják. A település lakóit, illetve az ide érkezett vendégeket öt boltban szolgálják ki. Az elmúlt évek során igen sok családi házat újítottak fel, tettek vendégfogadásra (is) alkalmassá.
A helyi téglagyár melletti három víztározó több hektárnyi vízfelülettel rendelkezik. Jelenlegi bérlői a területen megkezdték egy üdülőövezet kialakítását. Két tavat halivadékokkal telepítettek be. A környékbéliek körében egyre népszerűbb kirándulóhely az egykori bányató, hisz itt horgászáson kívül fürödni is lehet. A település határában kanyargó Latorcán ugyancsak számos horgászhelyet és fürdőző helyet alakítottak ki. Nyaranta igen sokan keresik fel a folyó közelében húzódó hatalmas erdőt. A Latorca-mentén elterülő ártéri erdőket ugyancsak sűrűn látogatják.

## Lakossága
- 1869 – 1126 fő.
- 1900 – 1201 fő.
- 1910-ben 1180 lakosa volt, melyből 1164 magyar. Lakosságából 275 római katolikus, 665 református, 137 izraelita volt.
- 1940 – 1073 fő.
- 1944 – 1005 fő.
- 1969 – 1056 fő.
- 1989 – 1078 fő, ebből magyar 1016 fő.
- 1991 – 1080 fő, ebből magyar 1060 fő.
- 2001 – 1062 lakosából magyar 824 fő (77,6%), ukrán 3%, cigány 19%.

## Gazdasága
A kolhozrendszer felszámolása (2000 tavasza) után a tagok között 2,5 hektárjával kimérték a földet. A gazdák egy része földrészlegét a frissen megalakuló Agrostar illetve Progresz Mezőgazdasági Kft.-nek adta bérbe. De már ekkor igen sokan egyéni gazdaságot alapítottak. A magángazdák száma egyre nő. A nagygejőci határban jelenleg 12 farmer gazdálkodik. A gabonafélék és a burgonya termesztése mellett egyre többen foglalkoznak zöldségtermesztéssel. Mostanra igen sokan felismerték, hogy a fóliás primőr – bár itt a kockázat is nagy – adja a legtöbb jövedelmet.

A településen ma már minden második portán fóliasátor áll. Csaknem valamennyi családi gazdaságban tartanak tehenet: a tejtermékekből a fölösleget a piacon értékesítik. Jó néhány családfő azonban továbbra is a határon túli építkezéseken – elsősorban Magyarországon és Szlovákiában – dolgozik. A helyi varroda mintegy száz fiatalasszonyt foglalkoztat. A helyi homokbánya és a malom is ad néhány embernek munkát.

## Kultúra
A településen a helyi mezőgazdasági vállalatok vezetőinek kezdeményezésére minden évben aratási ünnepséget tartanak. A népünnepélyen természetesen részt vesznek a társközség, Kisgejőc lakói is. Nagygejőc testvértelepülése Mogyorós. A helybéli római katolikus hívek búcsúünnepüket augusztus 26-án tartják. Nagygejőc hagyományőrző falu. A kemencében sült házi kenyér itt még nem megy ritkaságszámba, csakúgy, mint szeptemberben a lekvárfőzés, vagy a téli hónapokban a rongypokróc szövése.

## Emlékhelyei, nevezetességei
- Mai református templomának építését 1864-ben fejezték be. A templom nevezetessége egy vertezüst, kívül-belül aranyozott úrasztali kehely 1629-ből.
- A római katolikus hívek a templomukat csak 1990-ben kapták vissza, azóta felújították.
- Régi uradalmi kastélyát egykoron növényritkaságokból álló gyönyörű parkerdő vette körül. Mára ennek csak nyomai maradtak meg. A különleges növények egy része kiöregedett, elpusztult.
- 1989 októberében a helyi temetőben kopjafát állítottak a második világháború és a sztálinizmus áldozatainak. Az emlékművet néhány évvel később avatták fel.

## Külső hivatkozások
- Nagygejőc – karpataljaturizmus.net
- SzSzKSz topográfiai térképe
- Ung vármegye domborzati térképe és leírása
- Ung vármegye közigazgatási térképe
- Magyarország helységnévtárai, 1873–1913